# ジョージ・ウィンザー (セント・アンドルーズ伯爵)
ジョージ・ウィンザー（George Philip Nicholas Windsor, Earl of St Andrews、1962年6月26日 - ）は、ジョージ5世の曾孫。

## 略歴
ケント公爵エドワード王子とキャサリンとの間の長男として誕生。ケント公爵位の法定推定相続人としてセント・アンドルーズ伯爵の儀礼称号を帯びる。
ケンブリッジ大学ダウニング校で修士号を得る。外交官を経て、イギリスSOS子供の村の理事、国際癌研究協会の後援などを務める。

## 家族
1988年1月9日、カナダ人のシルヴァナ・トマゼルリと結婚。シルヴァナはカトリック教徒であったため、1701年王位継承法の定めにより、ジョージはいったんはイギリス王位継承権を失った。その後2013年王位継承法の改正で継承権を回復し、2022年9月現在は第42位である。1男2女がいる。なお、エドワードとマリナはカトリックに改宗しているため王位継承権を持たない。
- 長男：エドワード（1988年12月2日 - ） - ダウンパトリック男爵
- 長女：マリナ（1992年9月30日 - ）
- 次女：アメリア（1995年8月24日 - ）

| 上位 エドワード | イギリス王位継承順位 継承順位第42位 他の英連邦王国の王位継承権も同様 | 下位 アメリア |